# Pachyna
Pachyna is een geslacht van vlinders van de familie spinners (Lasiocampidae).

## Soorten
- P. bogema Zolotuhin & Gurkovich, 2009
- P. crabik Zolotuhin & Gurkovich, 2009
- P. satanas Zolotuhin & Gurkovich, 2009
- P. subfascia (Walker, 1855)